# Anggie Ramírez Perea
Anggie Ramírez Perea, (Bogotá, 28 de noviembre de 1990) es una deportista colombiana de la especialidad de bolos que fue campeona suramericana en Medellín 2010.

## Trayectoria
La trayectoria deportiva de Anggie Ramírez Perea se identifica por su participación en los siguientes eventos nacionales e internacionales:

### Juegos Suramericanos
Fue reconocido su triunfo de ser la décima quinta deportista con el mayor número de medallas de la selección de Colombia en los juegos de Medellín 2010.

#### Juegos Suramericanos de Medellín 2010
Su desempeño en la novena edición de los juegos, se identificó por ser la trigésima sexta deportista con el mayor número de medallas entre todos los participantes del evento, con un total de 3 medallas:
- , Medalla de oro: Bolos 4 Jugadores Equipos Mujeres
- , Medalla de oro: Bolos Todos los Eventos Equipos Mujeres
- , Medalla de oro: Bolos Dobles mixtos